# Contraluz
Contraluz (Backlight nos EUA e Pequenos Milagres no Brasil) é um filme de Fernando Fragata, uma coprodução de Portugal e Estados Unidos, com Joaquim de Almeida, Evelina Pereira e Scott Bailey, nos papéis principais. Estreou-se nas salas de cinema portuguesas no dia 22 de Julho de 2010.
Foi o primeiro filme feito em Hollywood por um português.

## Sinopse
Várias pessoas sem ligação entre si estão em situações de extremo desespero quando algo inesperado acontece que irá mudar radicalmente o rumo das suas vidas. Caberá a cada um moldar o seu destino de modo a reencontrar a felicidade. Mas há destinos que só se alcançam depois de alterar o dos outros.

## Elenco
- Joaquim de Almeida... Jay
- Evelina Pereira... Helena
- Scott Bailey... Mat
- Michelle Mania... mãe de Lucy
- Skyler Day... Lucy
- Joey Hagler... Daniel
- Donovan Scott... velho agricultor
- Ana Cristina de Oliveira... recepcionista do motel

## Bilheteira
O filme teve uma receita de € 378.809,36 nos cinemas portuguesas, tendo sido assistido por 83.724 espectadores. 